# Carlo Balochino

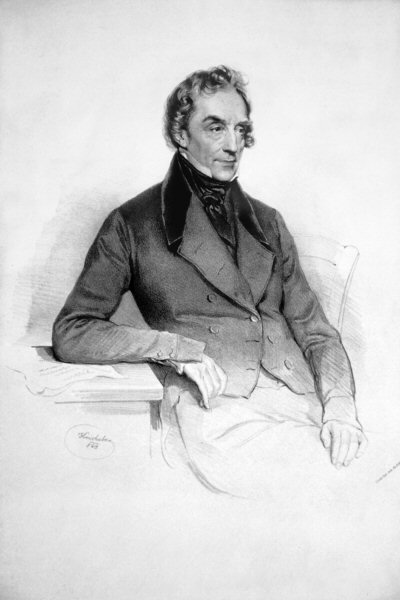
Carlo Balochino

Carlo Balochino (* 1770 in Vercelli (Piemont); † 15. Juni 1851 in Mailand) war ein italienischer Theaterdirektor.
Balochino war ursprünglich Schneider. 1836 kam er nach Wien und pachtete dort gemeinsam mit Bartolomeo Merelli das zuvor von Domenico Barbaja betriebene Hoftheater am Kärntnertor. Nach 1848 wurde das Haus wieder in die höfische Verwaltungsstruktur zurückgeführt.
In Balochinos Zeit wirkten u. a. Conradin Kreutzer, Otto Nicolai und Gaetano Donizetti an diesem Haus.